# Carles Flavià i Pons
Carles Flavià i Pons (Barcelona, 10 de setembre de 1945 - Barcelona, 20 de març de 2016) fou un actor, presentador i sacerdot català.
Flavià va estudiar als Maristes de l'Eixample Barcelona i a l'Institut Catòlic de París, a on va ser testimoni de primera fila del maig del 68. En tornar a Barcelona, va estudiar Teologia i es va ordenar capellà, exercint el sacerdoci a parròquies de Badalona i Santa Coloma de Gramenet. El 1982 va penjar els hàbits. Va iniciar aleshores una activitat laboral que el va dur a ser el representant de Gato Pérez, l'Orquestra Plateria i Pepe Rubianes, i també empresari de sales i bars nocturns.
Va intervenir als programes de televisió Crónicas marcianas i El club de la comedia, i també a les sèries Laura, El ministerio del tiempo, La memòria dels cargols, Majoria absoluta i Pop ràpid. A BTV, va presentar els programes d'entrevistes Kaníbal i Jo què sé! i el programa de monòlegs Qualsevol nit pots sortir sol.

## Llibres
- 2011 Carles Flavià i Manel Pousa; converses transcrites per Xavier Febrés.
- 2006: La de Dios es Cristo: monólogos comecuras y otras incontinencias verbales
- 1996: Rubianes, payaso!: (conversaciones a platea vacía)[6]

## Cinema
- 2008 Soy un pelele Hernán Migoya, 2008
- 2003 Excuses! Joel Joan[1]
- 2003 Haz conmigo lo que quieras, Ramón de España
- 2002 Lisístrata, Francesc Bellmunt
- 2002 Lola, vende cá. Llorenç Soler

Curtmetratges
- 2001 Flor de Lotro. Fernando de France
- 2000 Ha llegado el momento de contarte mi secreto. Iván Morales
- 2000 El armario. Ignacio López Serra[7]